# 윈드실드 와셔액

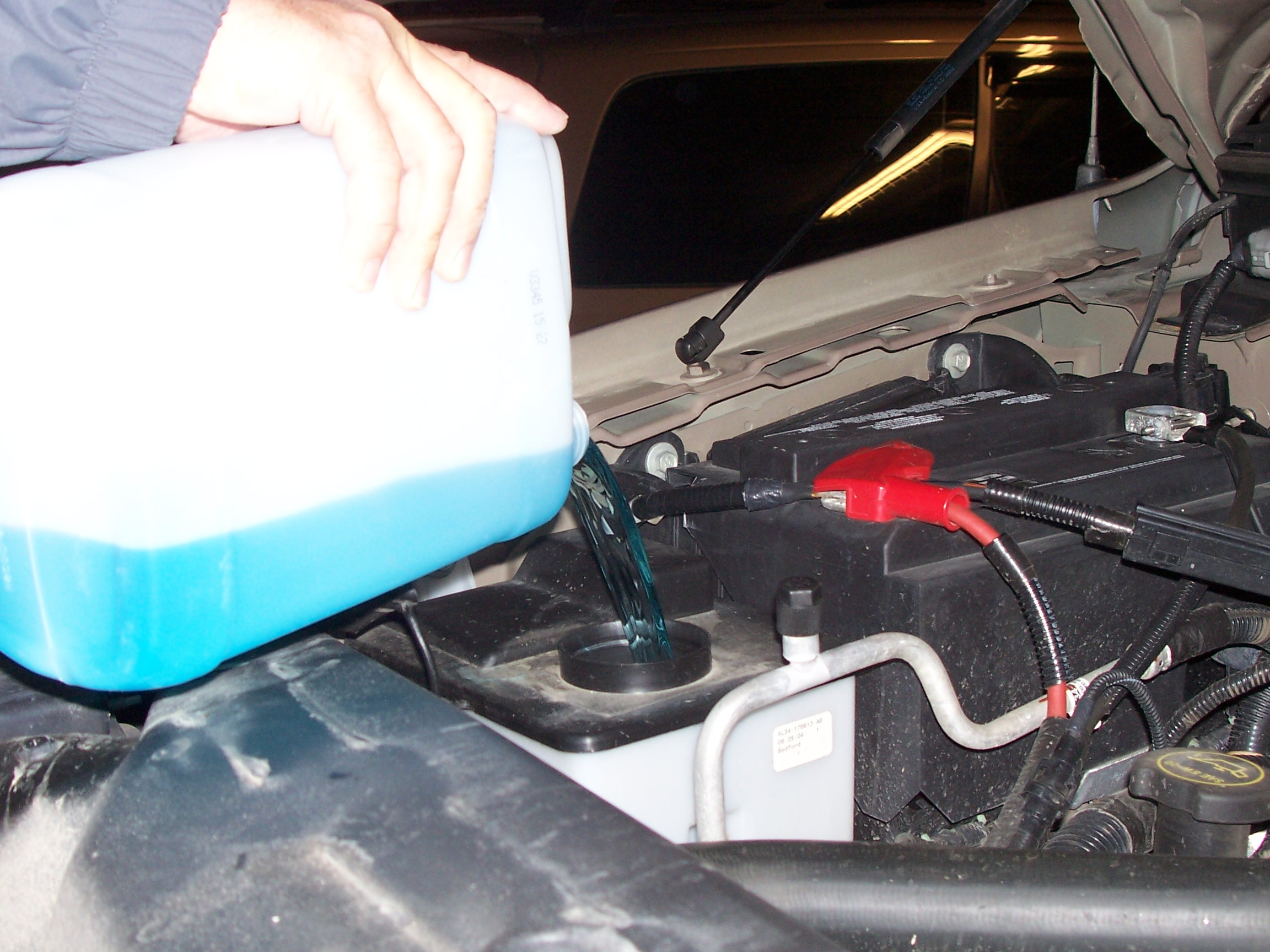
차량의 저장 탱크 또는 저장통에 윈드실드 와셔액을 붓는 모습

윈드실드 와셔액(영어: Windshield washer fluid)은 차량이 운행 중일 때 와이퍼로 윈드실드를 청소하는 데 사용되는 유체이다.

## 전달 시스템
차량 내부의 제어 장치를 조작하여 윈드실드에 와셔액을 분사할 수 있다. 일반적으로 윈드실드 아래 또는 와이퍼 블레이드 아래에 장착된 노즐을 통해 전기 펌프를 사용하여 이루어진다. 윈드실드 와이퍼는 자동으로 켜져 윈드실드에서 먼지와 잔해를 제거한다. 일부 차량은 동일한 방법으로 뒷유리나 전조등을 청소한다. 자동차에 최초로 제공된 윈드실드 클리너 장치는 1936년에 애프터마켓 옵션으로 판매되어 차량 구매 후 장착되었다. 1946년, 제너럴 모터스는 모든 차량에 추가 비용 옵션으로 윈드실드 와셔를 설치했고, 크라이슬러는 1950년에, 포드는 1952년에 이 기능을 선택 사양으로 제공했다.
와셔액은 때때로 윈드실드에 전달되기 전에 예열될 수 있다. 이는 윈드실드 표면에 얇은 얼음이나 서리가 쌓이는 추운 기후에서 특히 바람직하며, 윈드실드를 수동으로 긁거나 유리에 따뜻한 물을 부을 필요가 없어진다. 시중에는 애프터마켓 예열 장치가 몇 가지 있지만, 많은 자동차 제조업체는 일부 차량에 이 기능을 공장 설치 옵션으로 제공한다. 예를 들어, 제너럴 모터스는 2006년 뷰익 루센 세단을 시작으로 공장에서 가열 와셔액 시스템을 장착하기 시작했다. 이 시스템은 가열된 물의 미세한 안개를 분사하여 윈드실드 자체를 손상시키지 않고 서리를 제거한다. GM은 또한 가열된 와셔액이 벌레 잔해 및 기타 도로 축적물을 제거하는 데 도움이 된다고 주장한다. 이 회사는 엔진 화재 발생 위험이 있어 이러한 장치 생산을 중단했다. 메르세데스-벤츠는 1980년대 중반부터 일부 모델에 엔진 냉각수를 열원으로 사용하는 온도 조절 가열 요소를 사용해 왔다. 다른 많은 제조업체들은 주로 노즐이 얼어붙는 것을 방지하기 위해 전기 가열식 와셔 노즐을 사용했으며, 액체 자체를 가열하려는 의도는 아니었다.

## 종류
윈드실드 와셔액은 다양한 제형으로 판매되며, 일부는 미리 혼합되어 있고 다른 일부는 사용 전에 희석해야 한다. 일반적인 와셔액 용액에는 "사계절용", "벌레 제거제", 또는 "해빙제"와 같은 라벨이 붙어 있다.
일반적인 제형에는 계면활성제, 연수제 및 부동액 (냉각수와 같은 글리콜 기반은 아님)이 포함된다. 알킬 황산염과 지방족 알코올 에테르가 일반적인 계면활성제이다.
희석 비율은 계절에 따라 달라진다. 예를 들어 겨울에는 희석 비율이 1:1일 수 있지만, 여름에는 1:10일 수 있다. 때로는 물로 희석하는 결정 형태의 사셰로 판매되기도 한다. 증류수 또는 탈이온수는 유리에 미량의 미네랄 침전물을 남기지 않으므로 선호되는 희석제이다.
제품의 어는점을 낮추기 위해 혼합물에 부동액을 첨가할 수 있다. 스크린 워시의 부동액은 일반적으로 에탄올 기반이지만, 에틸렌 글리콜은 아니다.

많은 자동차는 액체 수위가 낮을 때 경고를 표시하며, 일부 자동차 제조업체는 이 신호를 생성하는 플로트 센서를 탱크에 있는 간단한 2핀 프로브로 교체했다. 이는 (약간) 전도성 있는 액체를 필요로 하며, 대부분의 일반적인 윈드실드 와셔액 혼합물은 전도성을 띤다.

## 우려
소비자 보호 단체와 자동차 애호가들은 일부 윈드실드 와셔액에 들어있는 용매가 차량을 손상시킬 수 있다고 생각한다. 비평가들은 에탄올, 메탄올 및 기타 성분이 도료, 고무, 자동차 왁스 및 플라스틱에 미치는 부식 효과를 지적하며, 차량의 마감 및 기계 장치를 보호하기 위해 다양한 대안과 가정용 제조법을 제안한다.

## 같이 보기
- 부동액

## 참고 문헌
- Becalski A, Bartlett KH (2006). 《Methanol exposure to car occupants from windshield washing fluid: a pilot study》. 《Indoor Air》 16. 153–7쪽. Bibcode:2006InAir..16..153B. doi:10.1111/j.1600-0668.2005.00411.x. PMID 16507042. INIST:17673395.
- Chong C, Hamersma B (1995). 《Automobile radiator antifreeze and windshiled washer fluid as IBA carriers for rooting woody cuttings》. 《HortScience》 30. 363–5쪽. doi:10.21273/HORTSCI.30.2.363. INIST:3497164.
- Davis LE, Hudson D, Benson BE, Jones Easom LA, Coleman JK (2002). 《Methanol poisoning exposures in the United States: 1993–1998》. 《Journal of Toxicology. Clinical Toxicology》 40. 499–505쪽. doi:10.1081/CLT-120006753. PMID 12217003. S2CID 13222292. INIST:13873183.
- Glazer M, Dross P (1993). 《Necrosis of the putamen caused by methanol intoxication: MR findings》. 《American Journal of Roentgenology》 160. 1105–6쪽. doi:10.2214/ajr.160.5.8470586. PMID 8470586. INIST:4763461.
- Jackson MH, Payne HA (1995). 《Bittering agents: their potential application in reducing ingestions of engine coolants and windshield wash》. 《Veterinary and Human Toxicology》 37. 323–6쪽. PMID 8540219. INIST:10657858.
- Knibbs LD, de Dear RJ, Atkinson SE (2009). 《Field study of air change and flow rate in six automobiles》 (PDF). 《Indoor Air》 19. 303–13쪽. Bibcode:2009InAir..19..303K. doi:10.1111/j.1600-0668.2009.00593.x. PMID 19500174. INIST:21721138.
- Mullins ME, Zane Horowitz B (2004). 《Was it necessary to add Bitrex (denatonium benzoate) to automotive products?》. 《Veterinary and Human Toxicology》 46. 150–2쪽. PMID 15171494. INIST:15763276.